# ريتشارد ستيفز
ريتشارد ستيفز (مواليد 10 مايو 1955)، المعروف مهنيًا باسم ريك ستيفز، هو كاتب سفر أمريكي، وناشط، وشخصية تلفزيونية. تعتمد فلسفته في السفر على تشجيع الناس على استكشاف المناطق الأقل ازدحامًا في الوجهات السياحية، والانغماس في أسلوب حياة السكان المحليين.
. ابتداءً من عام 2000 ، قدّم برنامج "أوروبا مع ريك ستيفز"، وهو برنامج سفر على التلفزيون العام الأمريكي. كما يُقدّم ستيفز برنامجًا إذاعيًا عامًا بعنوان "سافر مع ريك ستيفز" (من 2005 حتى الآن)، وألّف العديد من أدلة السفر، كان أولها البرنامج الشهير "أوروبا من الباب الخلفي". في عام 2006 ، أصبح كاتب عمود صحفي، وفي عام ٢٠١٠، أطلقت شركته تطبيقًا للهواتف المحمولة بعنوان "أوروبا الصوتية لريك ستيفز" يحتوي على جولات سير ذاتية التوجيه ومعلومات جغرافية.